# George Varsimashvili
George Varsimashvili (en géorgien : გიორგი ვარსიმაშვილი et phonétiquement en français : Guiorgui Varsimachvili), né le 27 avril 1986 en Géorgie (à l’époque en URSS), est un réalisateur géorgien de films franco-géorgiens.

## Biographie
Fils du réalisateur Avtandil Varsimashvili,, et d’une mère musicienne, il grandit à Tbilissi avec sa sœur Mariam, dans une famille géorgienne, qui reçoit de nombreux artistes. Après avoir obtenu un premier diplôme en relations internationales à l’Université d’Illia (Georgie), il part étudier à Paris et obtient un Master en cinéma à l’Université Paris VIII, puis un diplôme professionnel à l’école de cinéma ESRA (Paris). En 2004, il monte un groupe de rock, « Made in Georgia », qui  produit deux albums, dont la musique du film Zgvari. 
Partageant son temps entre Paris et Tbilissi, pour de nombreux projets, il tourne plusieurs courts métrages avant de réaliser en 2013 son premier long métrage Particulier à particulier.

## Filmographie

### Long métrage
- 2013 : Particulier à particulier (Parizuli Otsneba)

### Courts métrages
- 2014 : Iko Erti katsi (Il était un homme)
- 2013 : Double standard,
- 2013 : Bolero pour les sourds
- 2012 : Damartskheba (La défaite)
- 2011 : Les faux-amis
- 2010 : Aukhdeneli Otsneba
- 2010 : Magie du cinéma
- 2010 : Coup de feu
- 2010 :Je t’aime

## Distinctions
- 2011: Aukhnedeli (Rêve non réalisable), Ours de bronze, Festival  des Nations (Ebensee, Autriche)